# Via del Cardello
Via del Cardello är en gata i Rione Monti i Rom. Gatan, som tidigare utgjorde en del av Via dell'Agnello, löper från Via Cavour till Via del Colosseo.

## Beskrivning
Gatan är uppkallad efter familjen Cardellini, vilken här ägde fastigheter. Vid Via del Cardello låg tidigare tavernan Gatto nero.

## Omgivningar
Kyrkobyggnader och kapell
- Santa Maria del Buon Consiglio
- Santa Maria della Neve al Colosseo

Gator och gränder
- Via del Colosseo
- Via del Buon Consiglio
- Vicolo del Buon Consiglio
- Via del Pernicone
- Via Frangipane
- Via delle Carine
- Via del Tempio della Pace
- Via Vittorino da Feltre

Övrigt
- Fontana di Via del Cardello (Fontana di Villa Mattei)

## Bilder
| - Santa Maria del Buon Consiglio. - Santa Maria della Neve al Colosseo. |